# Sept-Forges
Sept-Forges era una comuna francesa situada en el departamento de Orne, de la región de Normandía, que el 1 de enero de 2016 pasó a ser una comuna delegada de la comuna nueva de Juvigny-Val-d'Andaine al fusionarse con las comunas de Beaulandais, Juvigny-sous-Andaine, La Baroche-sous-Lucé, Loré, Lucé y Saint-Denis-de-Villenette.

## Demografía
| Gráfica de evolución demográfica de Sept-Forges entre 1800 y 2014 |
|                                                                   |

Los datos demográficos contemplados en este gráfico de la comuna de Sept-Forges se han tomado de 1800 a 1999 de la página francesa EHESS/Cassini, y, los demás datos de la página, del INSEE.